# His Inspiration (film 1914)
His Inspiration è un cortometraggio muto del 1914 diretto e interpretato da Tom Moore

## Produzione
Il film fu prodotto dalla Kalem Company.

## Distribuzione
Distribuito dalla General Film Company, uscì nelle sale cinematografiche USA il 2 novembre 1914.